# Vélines
Vélines é uma comuna francesa na região administrativa da Nova Aquitânia, no departamento Dordonha. Estende-se por uma área de 10,47 km². Em 2010 a comuna tinha 1 092 habitantes (densidade: 104,3 hab./km²).